# Geografie economică
Geografia economică este o ramură a geografiei ce studiază diversitatea de activități economice de către om. Prima dată geografia economică a fost introdusă în sec. XVIII de către savantul rus Mihail Vasilievici Lomonosov.
- Geografia politică (ce studiază statele lumii, poziția geografică, diversitatea)
- Geografia resurselor naturale (studiază cantitatea, calitatea și diversitatea resurselor naturale)
- Geografia populației (studiază numărul, repartiția, structura, reproducerea și migrația)
- Geografia industriei (studiază ramurile industriale, diversitatea și amplasarea lor)
- Geografia agriculturii (studiază factorii ramurilor agricole și relațiile agricole)
- Geografia transportului (studiază rețelele de transport și impactul)
- Geografia relațiilor economice (studiază formele, diversitatea și legăturile internaționale)
- Geografia turismului (studiază zonele turistice și impactful)